# 玉泉镇 (天镇县)
玉泉镇，是中华人民共和国山西省大同市天镇县下辖的一个乡镇级行政单位。2021年4月，撤销南河堡乡，整建制并入玉泉镇。以原南河堡乡和原泉镇的行政区域为玉泉镇的行政区域。

## 行政区划
玉泉镇下辖以下地区：
幸福里社区、和平里社区、平安里社区、东风里社区、团结里社区、朝阳里社区、前进里社区、西园里社区、新华里社区、迎宾里社区、光明里社区、东北街村、西南街村、西北街村、东南街村、南园子村、唐八里村、三里屯村、滹沱店村、石家庄村、葛家屯村、鲍家屯村和李家庄村。